# Phymacysta
Phymacysta is een geslacht van wantsen uit de familie van de Tingidae (Netwantsen). Het geslacht werd voor het eerst wetenschappelijk beschreven door Monte in 1942.

## Soorten
Het genus bevat de volgende soorten:

- Phymacysta kruegerae Knudson, 2018
- Phymacysta magnifica (Drake, 1922)
- Phymacysta mcelfreshi (Drake, 1918)
- Phymacysta praestans (Drake, 1927)
- Phymacysta praestantis (Drake, 1927)
- Phymacysta stysi Golub, Popov & Guilbert, 2008
- Phymacysta tumida (Champion, 1897)
- Phymacysta vesiculosa (Champion, 1897)